# پی‌اس‌آر جی۰۸۵۵–۴۶۴۴
پی‌اس‌آر جی۰۸۵۵-۴۶۴۴ یک ستاره است که در صورت فلکی بادبان قرار دارد.